# Покуття

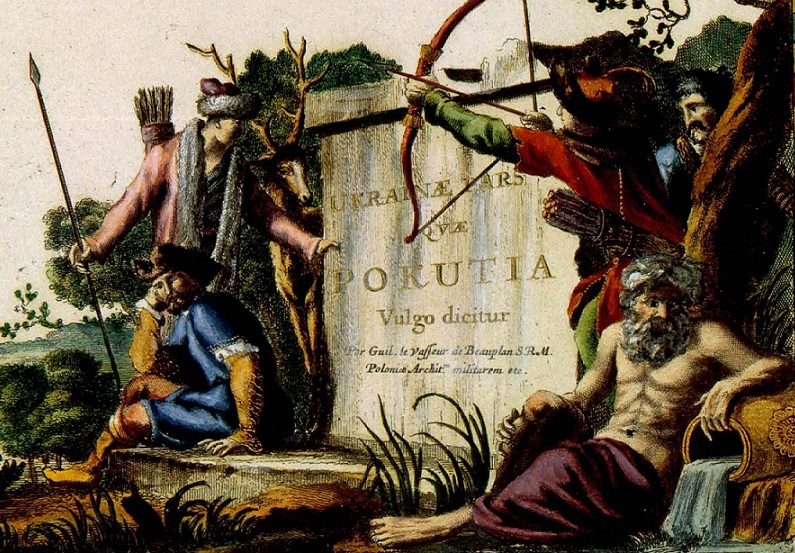
Покуття, 1648

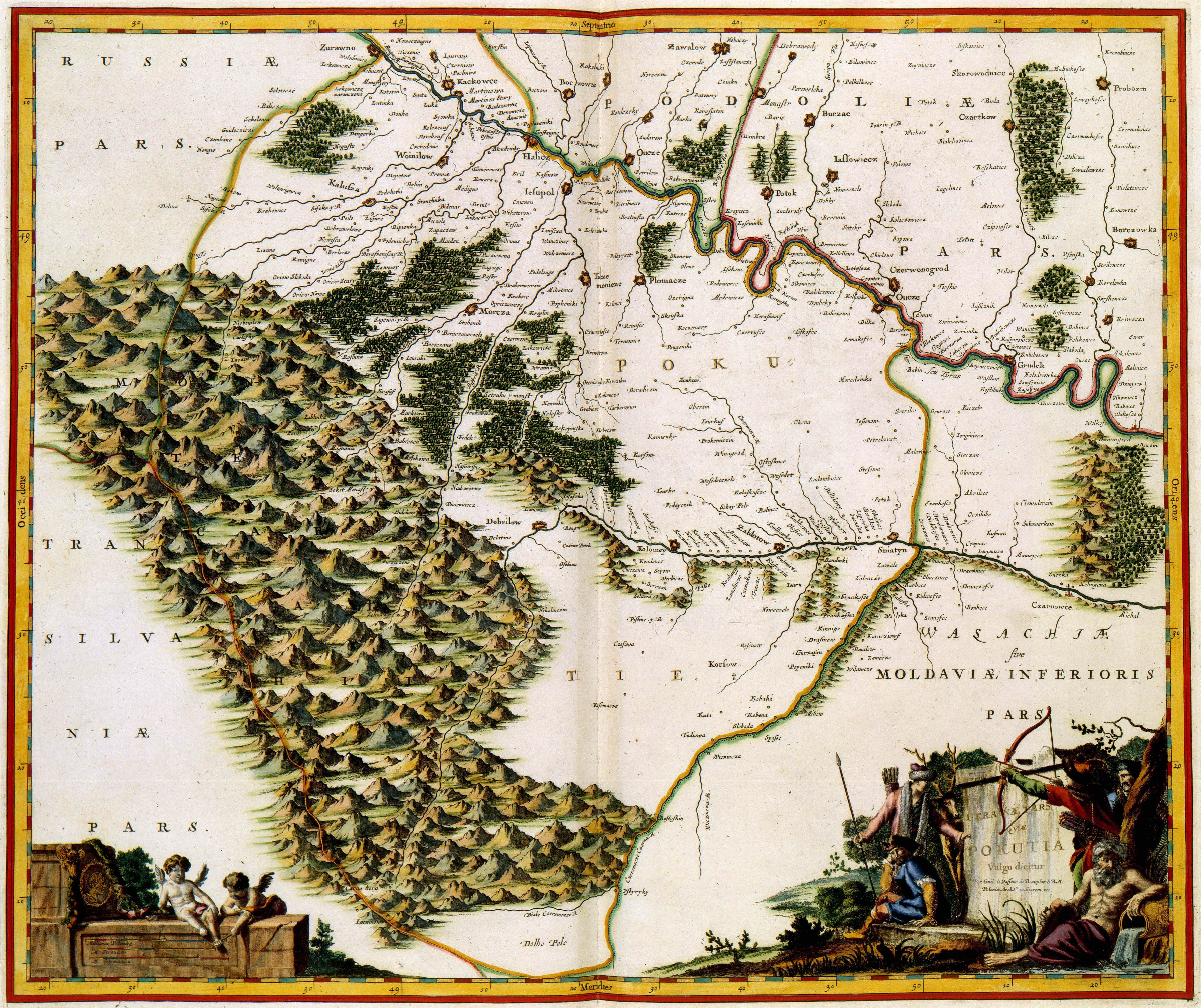
Покуття на мапі Боплана, 1648

Покуття на мапі Нікола Сансона, 1665

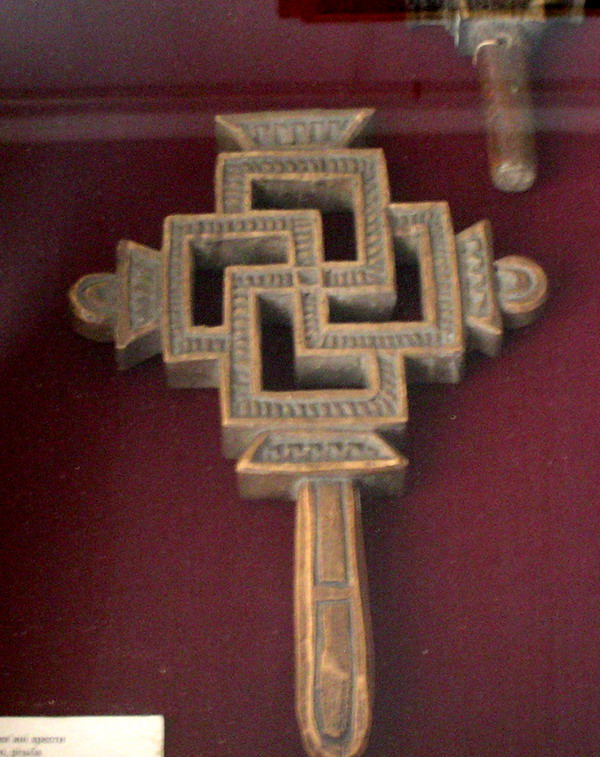
Ручний дерев'яний хрест у формі свастики. (Покуття. Кінець 19 — початок 20 століття. Коломийський музей народного мистецтва Гуцульщини і Покуття ім. Й.Кобринського.)

48°31′00″ пн. ш. 25°02′00″ сх. д. / 48.516666666667° пн. ш. 25.033333333333° сх. д.
Поку́ття — історико-географічний регіон України, південно-східна частина сучасної Івано-Франківської області.

## Назва й межі
Походження назви має різні тлумачення. Найдостовірнішим є виведення її від слова «кут». Це може бути ім'я землі «в кутах», утворюваних крутими згинами річок (у цьому випадку Дністра, Прута та Черемоша з притоками).
Назва може походити і з того, що у джерелах 17—18 ст. Покуттям називали південно-західний «кут» Галичини між річками Дністром, Черемошем та Карпатами (включно зі значною частиною Гуцульщини, хоча з 19 ст. Покуття обіймає лише рівнинну частину цієї території).
Найімовірніше термін походить від назви містечка Кути. Так у 1501 році польська держава черговий раз відвоювала від Молдавського князівства територію між Бистрицею та Черемошем. То крайнім польським містом на цій території стало містечко Кути. А навпроти нього, на правому березі Черемоша знаходиться містечко Вижниця, яке вперше було згадане у Молдавському літописі саме 1501 року для окреслення молдавських кордонів. Отже територія від Бистриці по Кути і є Покуттям. З молдавської точки зору Покуттям є територія на північний захід після Кутів.
Слово «Покуття» виводиться подібно до назв Поділля (від діл), Пониззя (від низ), Полісся (від ліс).
Визначення території з цією назвою у різних джерелах і авторів неоднакове. Але завжди назва Покуття стосується південно-східної частини теперішньої Івано-Франківської області. Його північною межею вважається Дністер, східною — кордон із Буковиною. Певні розходження стосуються лише окреслення південної і західної меж. З урахуванням даних мовознавства й етнографії утвердилося окреслення покутського ареалу рівнинною територією правобережжя середнього Придністров'я до річок Бистриця Надвірнянська або Бистриця Солотвинська на північному заході та суміжної з етнографічною Гуцульщиною на південному заході. Це сучасний Коломийський і частина Надвірнянського, Косівського та Івано-Франківського районів Івано-Франківської області.

## Історія

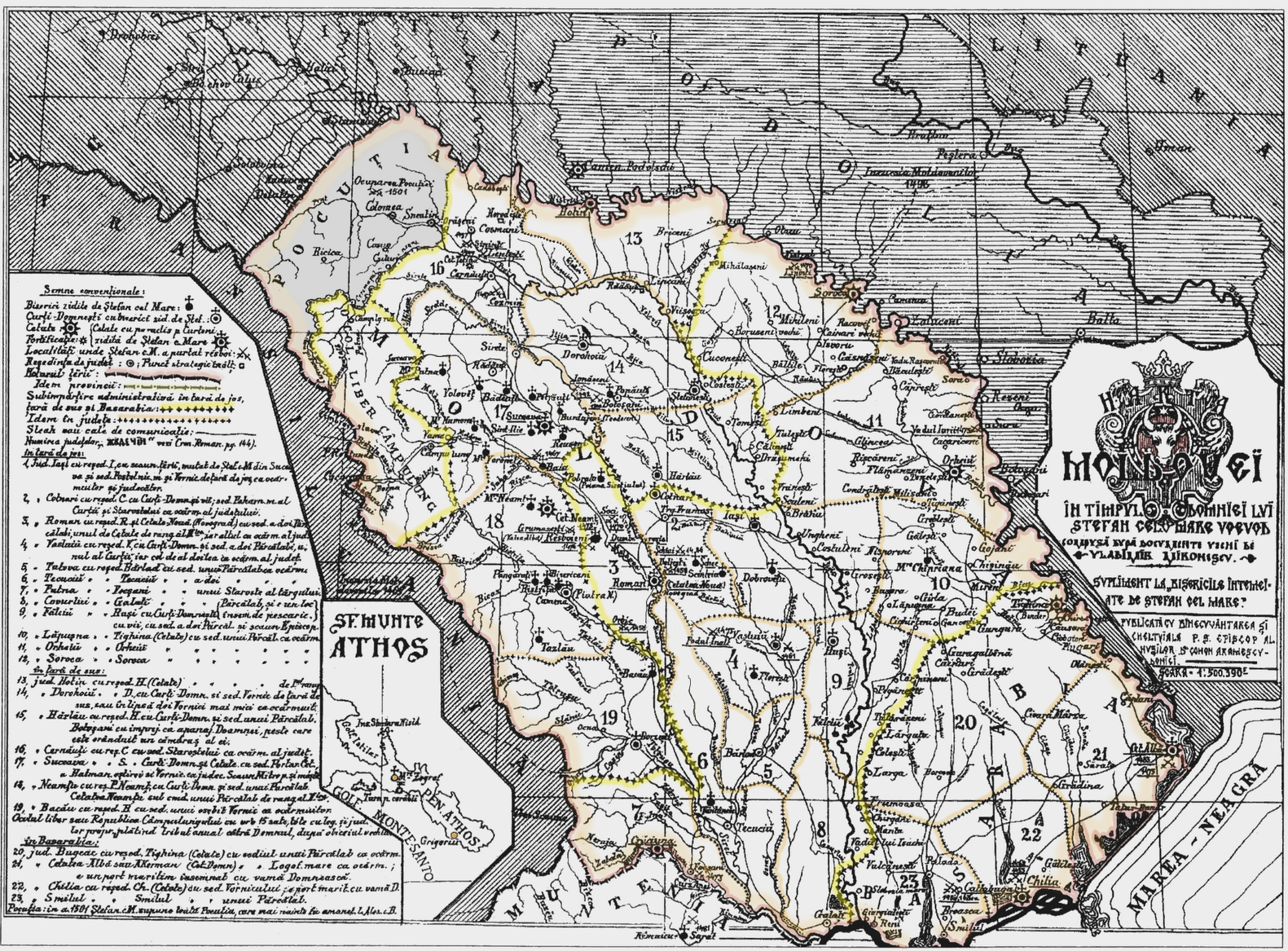
Князівство Молдавія під час правління Стефана Великого (Покуття показане на північному заході)

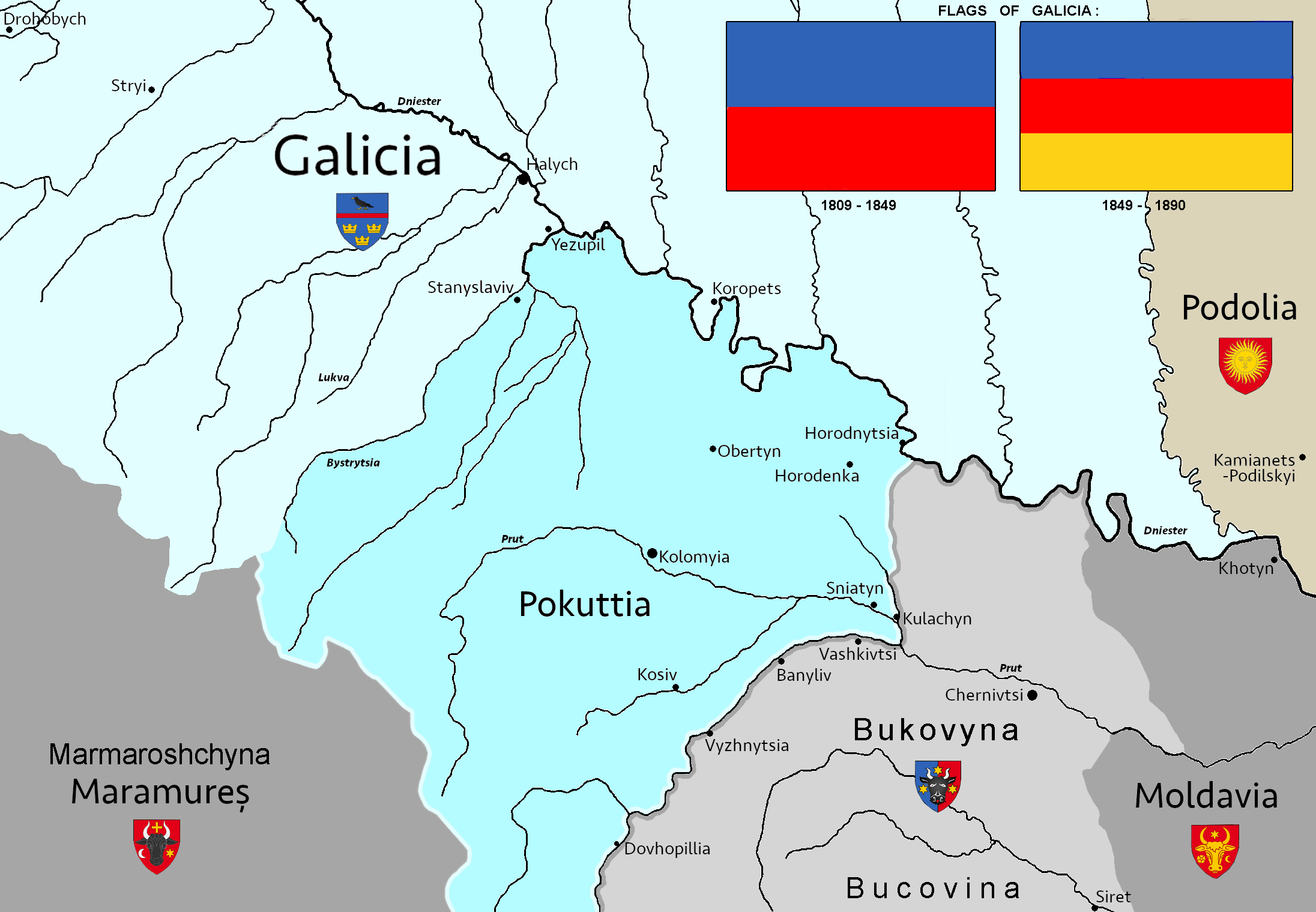
Мапа історичної області Покуття (позначено синьо-зеленим), зроблена румуном Іоном Янку Ністором. Відень, 1910

Назва «Покуття» трапляється вже у джерелах XIV ст. як визначення адміністративно-територіальної одиниці.
1387–1772 — Покуття було під владою Польщі. У 1388 році Покуття було віддане королем Владиславом II Ягайлом в заставу молдавському господарю Петру I Мушату за надану позику у 4 тис. монет фрязьким сріблом.
З територією Покуття пов'язане повстання Мухи (1490–1492).
Наприкінці XV ст. (бл. 1498) було захоплене молдаванами. 1505-го вони, після тривалих перемовин, повернули Покуття Королівству Польському.
У серпні 1506 року було захоплене молдавськими військами господаря Богдана III Сліпого. Вислане за рішенням Сенату 4-тисячне наймане військо польської Корони під командуванням Станіслава Ходецького, Миколая Каменецького вигнало молдаван, потім розбило їх під Хотином.
1530–1531 — Покуття займав господар Молдавії Петро IV Рареш, підтримуваний частиною українського населення.
У XVI–XVIII ст. на Покутті активно діяли загони опришків.
У 1772–1918 рр. Покуття у складі Австрії (з 1867 — Австро-Угорщина).
1919 — землі Покуття знову захопила Польща.
З 1939 року Покуття разом із рештою Галичини ввійшло до складу УРСР.

## Етнографія

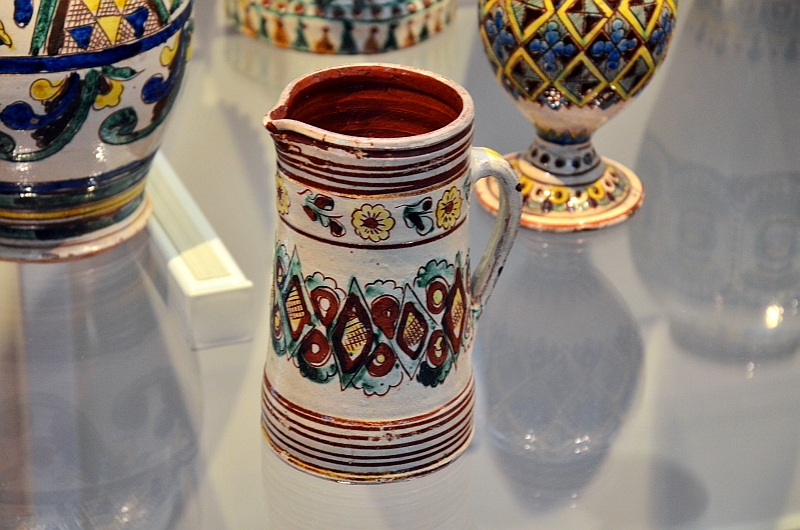
Покутська кераміка XIX ст. Музей міста Сянок. Порівняйте з гуцульською керамікою

Поряд з історико-географічними особливостями територіально Покуття вирізняється і як своєрідний локальний етнографічний район України, населення якого називають покутянами. Його етнографічна специфіка виражена передусім багатьма характерними елементами різних ділянок побуту і традиційної культури, що особливо примітні порівняно з етнографією суміжних Поділля (на півночі) і Гуцульщини (на південному заході), Буковини (на південному сході). Це не тільки цікаві риси етнографічної перехідності прикордонних зон, а й самобутні етнокультурні реалії, які простежуються в традиційному покутському будівництві, народному одязі з особливо багатим розмаїттям головних жіночих уборів, орнаментиці й колориті вишивки, у багатьох звичаях, обрядах, словесному й музичному фольклорі, танцях, місцевих ремеслах і промислах. За багатьма показниками галицько-покутський етнографічний ареал продовжується на сході також на суміжну Буковину. Ця спільність є і в народній мові (покутсько-буковинському говорі).
Отже, назва покутяни є не лише похідною від історико-географічного чи адміністративного поняття, а й має етнографічний зміст, виступає як найменування одного з локальних етнографічних підрозділів українського народу.

## Покуття на географічних картах
1540 р. (з 1568 р. нова редакція) Себастьян Мюнстер; карта — «POLONIA ET VNGARIA XV NOVA TABVLA» (Нова карта Польщі та Угорщини). Вперше ця карта була надрукована в «Географії Птолемея» (редакція Себастьяна Мюнстера). Мапа цікава тим, що на ній чи не вперше присутні регіональні назви українських земель: Pokutze (Покуття), Rvssia (Русь; між р. Західний Буг та р. Сян) зі Львовом (Leopol), Podolia (Поділля), Volhinia (Волинь), Codimia (Кодимія), Bessarabia (Бессарабія), Tartaria minor (Мала Татарія), Tartaria Przecopen[sis] (Перекопська Татарія) (останні дві території належать до Північного Причорномор'я і Кримського півострова)..
1548 р. Джакомо Гастальді. Карта «Polonia et Hungaria Nova Tabula» (Нова карта Польщі та Угорщини). На мапі виділено українські етнічні землі: Poichze (Покуття),Поділля (Podolia), Rossia Rossa (Червона Русь), Volhinia (Волинь), Codimia (Кодимія)..
1613 р. Карта Радзивіла (Карта Великого князівства Литовського). Це — перше картографічне джерело у XVII ст., де використана назва «Україна». В тій частині карти, що охоплює українські землі, позначені: Полісся (Polesia), Західна Волинь (Wolynia citerior), Східна Волинь, яку звали також Україною та Низом (Volynia ulteririor, quae tum Vkraina tum Nis ab altis vocitatur), Покуття (Pokutiœ Pars),Підляшшя (Podlachia), Червона Русь (Rufsia rubra), Поділля (Podolia), частина Сіверськоґо князівства (Severiensis Pars)..
1670 р. Ґійом де Боплана. Ян Блау. «Ukrainae pars quae Pokutia vulgo dicitur» (Частина України, Покуття). Карта — «Ukrainae pars quae Pokutia vulgo dicitur» (Частина України, Покуття)..
1675 р. Фредерік де Вітт. Карта — «Regni Poloniae et Ducatus Lithuaniae Voliniae Podoliae Vcraniae Prussiae Livoniae, et Curlandiae» (Карта Речі Посполитої, князівства Литовського, Волині, Поділля, України, Пруссії, Лівонії та Курляндії). На цій карті територія по обидва боки Дніпра має напис Vkrainia (Україна). Західна Україна на карті –Червона Русь (RUBRA RUSSIA) в межах якої виділено Покуття (POKUTIA)..
1710 р. Герард ван Кюлен . Карта Польщі «REGNI POLONIÆ et DUCATUS LITHUANIÆ,». Правобережна та Лівобережна Україна — Ukrania (Україна). До України належить Волинь (Volhinia). Західна Україна — Червона Русь (Russia Rubra) в межах якої виділено Покуття (Pokutia). Окремо виділено Поділля (Podolia)..
1711 р. Йоганн-Баптист Гоманн. Карта — «Poloniarum Magnique Ducatus Lithuaniae, Russiae, Prussiae, Mazoviae, Samogitiae, Kioviae, Volhyniae, Podoliae, Podlachiae, Livoniae, Smolensci, Severiae» (Велике князівство Литовське, королівство Польщі, Русь, Пруссія, Мазовія, Жемайтія, Київщина, Поділля, Підляшшя, Лівонія, Смоленщина, Сіверщина). Від Галичини до Слобожанщини — написи Russia Rubra Червона Русь та Ukraina (Україна) (проведені паралельно). На карті виділено українські історико-географічні землі: Покуття (Pokutia), Volhynia (Волинь), Podolia (Поділля), Podlachiae (Підляшшя) та ін..

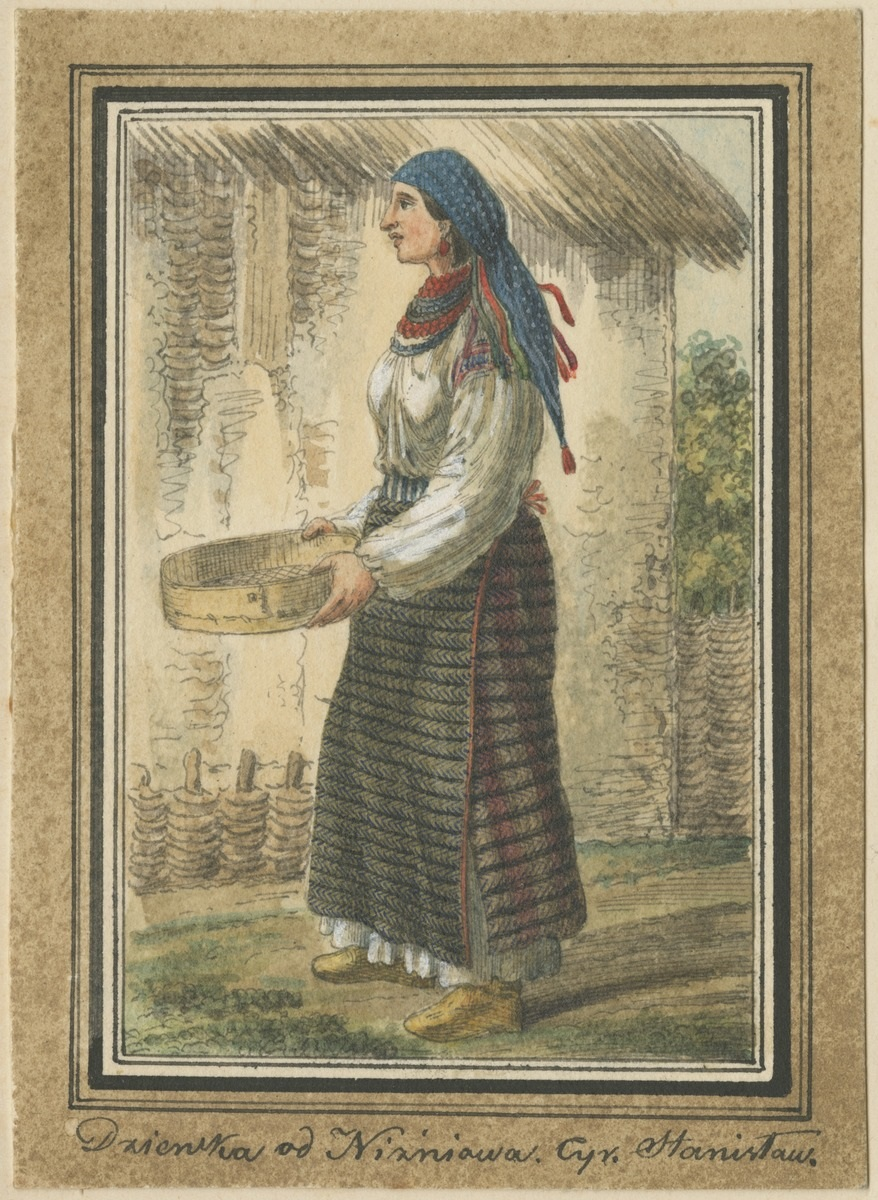
Покуття. Нижнів. 1834.
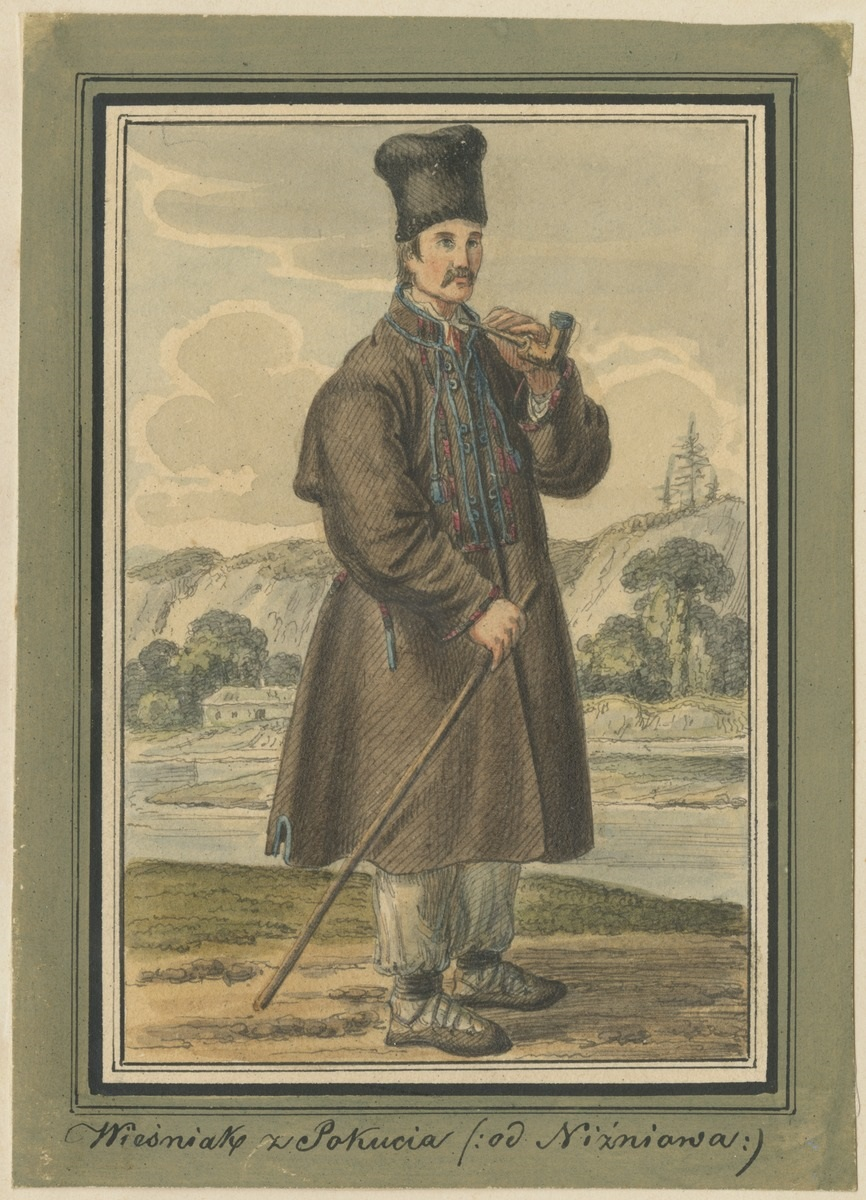
Покуття. Під Нижневом. 1839.
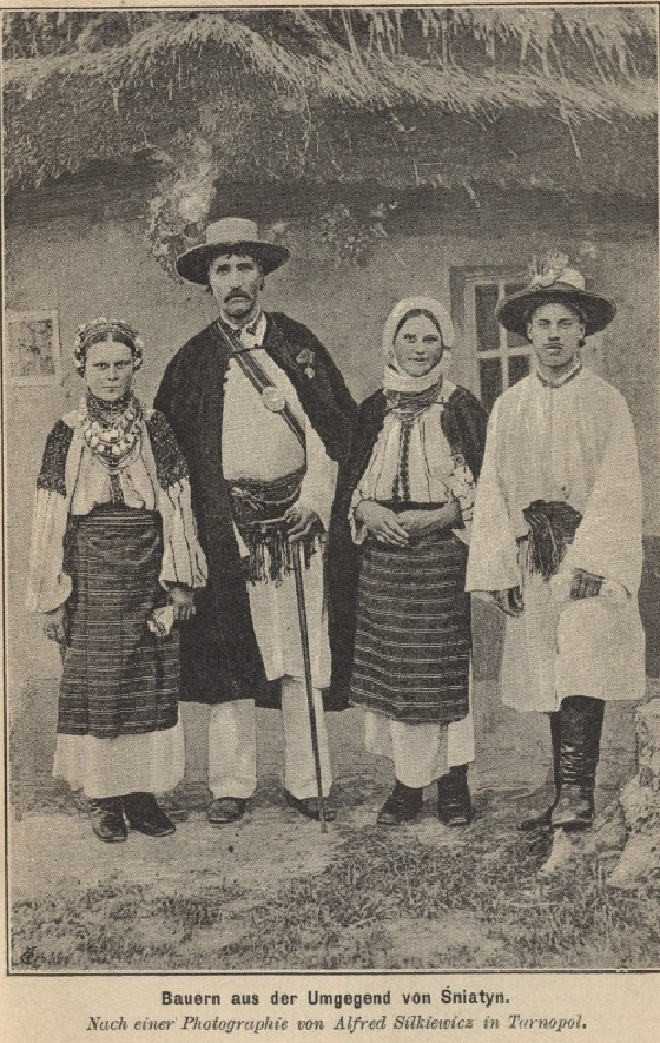
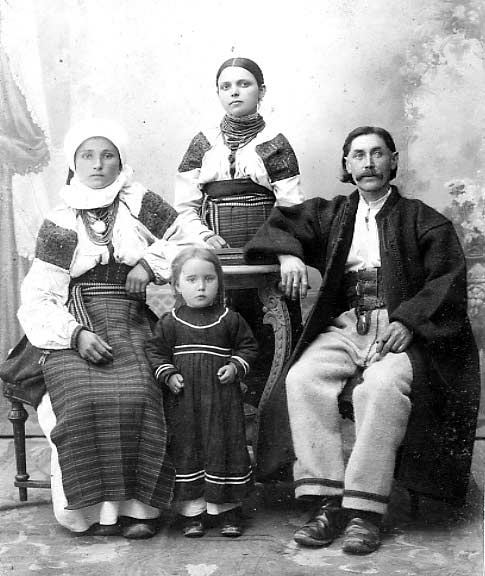
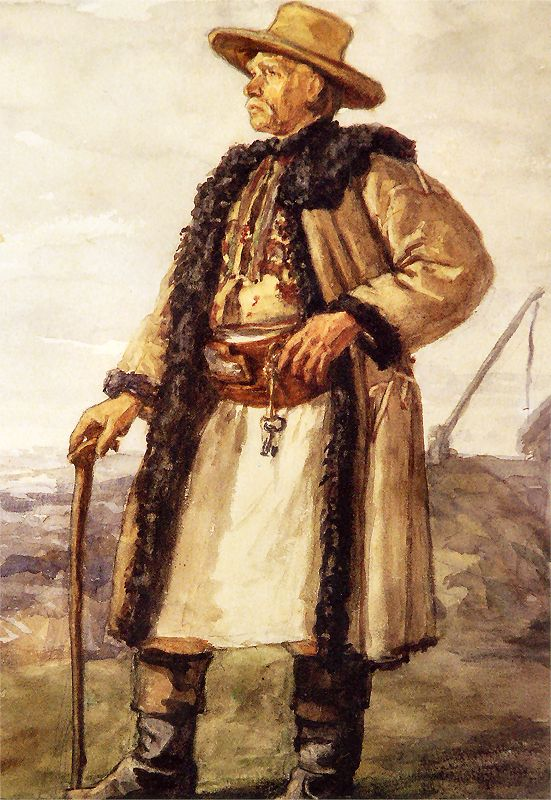
Палагичі 1867. Війт Микола

## Топоніми Покуття
У праці «Походження назв населених пунктів Покуття» (1990) Дмитро Бучко проаналізував назви всіх населених пунктів регіону.
У праці «Топонімія Покуття та деяких прилеглих територій» (2013) Мирослав Габорак подав походження 7839 топонімів, що відповідають 11 714 географічним об’єктам Покуття та суміжних територій.